# 伊号第七十潜水艦
伊号第七十潜水艦（いごうだいななじゅうせんすいかん）は、日本海軍の潜水艦。伊百六十八型潜水艦（海大VI型a）の3番艦。

## 艦歴
- 1933年（昭和8年）1月25日 - 佐世保海軍工廠で起工。
- 1934年（昭和9年）6月14日 - 進水
- 1935年（昭和10年）11月9日 - 竣工。呉鎮守府籍となり第12潜水隊に編入[1][2]。
- 1938年（昭和13年）6月1日 - 艦型名を伊六十八型に改正[3]。
- 1939年（昭和14年）8月24日 - 第三予備艦となる[2]。
- 1941年（昭和16年）11月11日 - 第3潜水戦隊第12潜水隊に属し、佐伯を出航[1]。
  - 11月20日 - クェゼリン着[1]。
  - 11月23日 - クェゼリンを出航しハワイ作戦に参戦[1]。
  - 12月10日 - ハワイ諸島モロカイ島ハラワ岬北東で、米空母「エンタープライズ」艦載機のドーントレスの爆撃により戦没。佐野艦長以下93名全員が戦死[1][2][4][5]。

## 歴代艦長
※『艦長たちの軍艦史』434頁による。

### 艤装員長
- 岩上英寿 少佐：1935年2月28日 - 1935年10月15日

### 艦長
- 岩上英寿 少佐：1935年10月15日 - 1936年12月1日
- 大畑正 少佐：1936年12月1日[6] - 1938年11月15日[7]
- 伊豆寿市 少佐：1938年11月15日 - 1939年8月24日[8]
- 稲葉通宗 少佐：1939年8月24日[8] - 1940年10月30日[9]
- 佐野孝夫 少佐：1940年10月30日 - 1941年12月10日戦死